# Blagovechtchensk (Bachkirie)
Pour les articles homonymes, voir Blagovechtchensk (homonymie).
Blagovechtchensk (en russe : Благовещенск) est une ville de la république de Bachkirie en Russie, et le centre administratif du raïon de Blagovechtchensk. Sa population s'élevait à 34 967 habitants en 2019.

## Géographie
Blagovechtchensk est située sur la rive droite de la rivière Belaïa, à 32 km au nord d'Oufa et à 1 161 km à l'est de Moscou.

## Histoire
Blagovechtchensk a été fondée en 1756 avec la mise en service de la fonderie de cuivre « Blagovechtchensk » (en français : l'Annonciation). La localité accéda au statut de commune urbaine en 1932 puis à celui de ville en 1941.
Entre le 10 et le 14 décembre 2004, plusieurs centaines d'habitants furent violemment battus par des membres de la Militsia (police) locale. Aucun des policiers impliqués dans ces incidents ni leurs commandants, n'ont fait l'objet de poursuites disciplinaires.

## Population
Recensements (*) ou estimations de la population
| 1757 | 1794  | 1870  | 1926* | 1939*  | 1959*  | 1970*  |
| ---- | ----- | ----- | ----- | ------ | ------ | ------ |
| 100  | 1 400 | 3 600 | 6 899 | 11 700 | 12 876 | 14 801 |

| 1979*  | 1989*  | 2002*  | 2006   | 2010*  | 2012   | 2013   |
| ------ | ------ | ------ | ------ | ------ | ------ | ------ |
| 21 127 | 27 705 | 32 989 | 33 255 | 34 239 | 34 605 | 34 844 |

| 2014   | 2015   | 2016   | 2017   | 2018   | 2019   | 2020 |
| ------ | ------ | ------ | ------ | ------ | ------ | ---- |
| 34 883 | 35 013 | 35 037 | 34 955 | 35 008 | 34 967 | -    |

## Économie
La principale entreprise est : OAO Blagovechtchenski armatourny zavod (en russe : ОАО Благовещенский арматурный завод), qui fabrique de l'équipement industriel (bride en acier moulé, soupapes de sécurité, dispositifs de commutation de soupapes de sûreté, etc.)